# 옐라 하제
옐라 하제(Jella Haase, 1992년 10월 27일 ~ )는 독일의 배우다. 2016 베를린 국제 영화제 슈팅스타상 공동수상자이다.

## 작품 목록
- 괴테스쿨의 사고뭉치들 (2013)
- 괴테스쿨의 사고뭉치들 2 (2015)
- 하이디 (2015)
- 괴테스쿨의 사고뭉치들 3 (2017)
- 스텔라를 납치했다 (2019) - 스텔라 역
- 디 골드피쉬 (2019) - 로라 퍼버 역